# Lullabies to Keep Your Eyes Closed
Lullabies to Keep Your Eyes Closed - debiutancki album mysłowickiej formacji Iowa Super Soccer, wydany 21 kwietnia 2008 przez Gusstaff Records. Album promuje piosenka "The River". Jest ona grana w wielu stacjach radiowych i znalazła się także na Liście przebojów Programu Trzeciego. Album został płytą tygodnia w Radiu Sfera oraz Trójce.

## Lista utworów
1. "One Day in the Grass..."
2. "She"
3. "The River"
4. "Screaming"
5. "Cold"
6. "Letter to Nowhere"
7. "Robin Hood"
8. "Naive Song"
9. "Let me die"
10. "Live as If You'll Die Tomorrow"
11. "Tony"

## Twórcy
- Natalia Baranowska - wokal
- Michał Skrzydło - gitara akustyczna, wokal
- Marcin Fluder - gitara
- Sławek Plotek - perkusja
- Błażej Nowicki - gitara basowa